# الاحتجاجات على بنيامين نتنياهو
نشأت الاحتجاجات على بنيامين نتنياهو في أعقاب وباء كوفيد-19 في إسرائيل، وتجدد محاكمة بنيامين نتنياهو بتهمة الرشوة والاحتيال وخيانة الأمانة.

## الخلفية
في صيف 2016، بدأت «المظاهرة الفردية» من قبل مجموعة صغيرة من المواطنين. وفي ديسمبر 2017، بدأ المحتجون مظاهرة في تل أبيب واستعراضا في شارع روتشيلد ضد «القانون الفرنسي» الذي كان يهدف إلى إحباط إمكانية تقديم اتهامات ضد نتنياهو. وأطلق على المظاهرة «عرض العار» وحضره عشرات الآلاف من الناس.

## مواكب الاحتجاج
بعد انتخابات الكنيست الثالثة والعشرين، كلف الرئيس رؤوفين ريفلين أزرق أبيض بزعامة بيني غانتس بتشكيل الحكومة. ورفض ورئيس الكنيست المنقضية ولايته يولي إدلشتاين ترك مقعده كرئيس ومنع تشكيل لجان برلمانية بما فيها لجنة لبحث الحصانة البرلمانية لنتانياهو. بعد ذلك، اندلعت مظاهرة «الرايات السوداء» في مارس 2020. بدأت شيكما بريسلر وشقيقاها إيال وياردن شوارتسمان، مواكب احتجاج إلى الكنيست، فضلاً عن مظاهرات بالقرب من منازل أعضاء البرلمان في حزب الصمود من أجل إسرائيل.
واحتشد رئيس الوزراء السابق إيهود باراك ودعا على وسائل التواصل الاجتماعي إلى التلويح بالأعلام السوداء من الشرفات والنوافذ. في 16 مارس، كتب: «عندما يكون هناك مليون منهم على كل نافذة وشرفة، سيعود المدعى عليه إلى المنزل. ولن تغلق المحكمة أبوابها ولن يغلق الكنيست. ونحن، المواطنين، لا نستطيع أن نتخطى ذلك».